# Jules Gabriel Dubois-Menant
Jules Gabriel Dubois-Menant (1855-1921) est un artiste peintre, lithographe et photographe français, spécialisé dans le portrait.

## Biographie
Né le 11 avril 1855 à Craon, Jules Gabriel Auguste Dubois est le fils d'un propriétaire-fermier de la Mayenne. En 1872, il est clerc de notaire. En 1879, il décide d'ouvrir un studio de photographie à Tours et obtient une médaille d'or durant l'exposition organisée en cette ville en 1881. Après une faillite l'année suivante, il s'installe à Paris et entreprend une carrière de peintre portraitiste, signant « Dubois-Menant », ajoutant à son patronyme celui de sa mère.
Il expose une première fois au Salon des artistes français en 1890, puis régulièrement chaque année ; il se dit élève de Félix de Vuillefroy-Cassini et de l'école des beaux-arts d'Angers. 

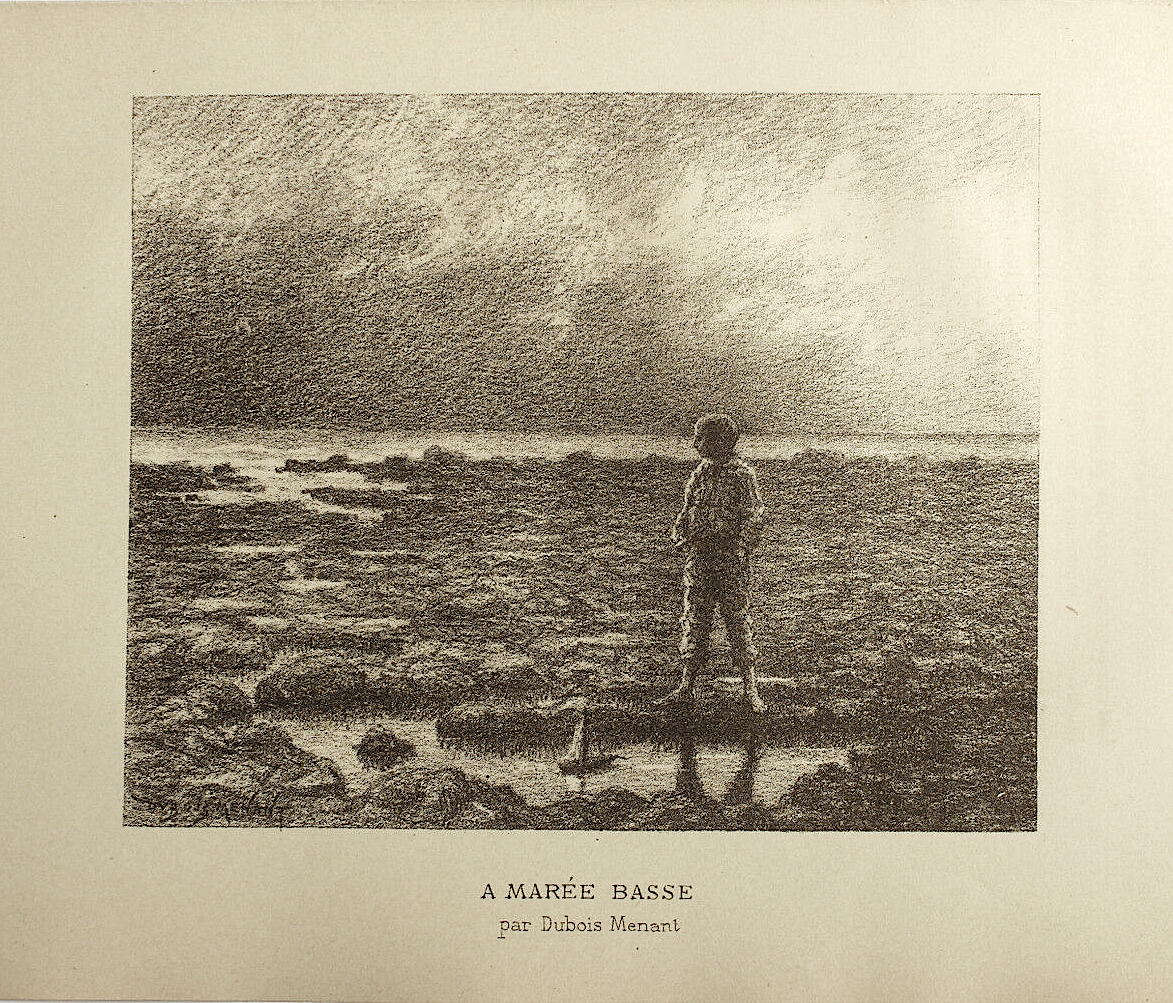
À marée basse, lithographie (1892).

Outre des portraits peints à l'huile ou exécutés au pastel, il produit des lithographies originales et de reproduction. Il adhère à la Société des artistes lithographes français pour laquelle il rédige une plaquette, participe à la série des albums des Peintres-lithographes dès 1892 puis rejoint la Société des peintres-lithographes. L'une de ses lithographies remarquées est La Vieille Chevrière, ainsi qu'un portrait de Jules Verne (Salon de 1897).
En 1892, paraît dans la revue L'Art et l'Idée dirigée par Octave Uzanne, sa lithographie intitulée À marée basse. En 1894, il accueille dans son atelier situé rue Daubigny les membres de l'association « Les œuvres des petits souliers », patronnée par la duchesse d'Uzès, et chargée de venir en aide à l'enfance dans le besoin. 
Peu avant la Première Guerre mondiale, il s'installe à Neuilly-sur-Seine, au 10 de la rue Pierret. Il est encore présent au Salon des artistes français de 1920. 
Il meurt le 18 février 1921 à Levallois-Perret.

## Œuvres conservées
- Halte de la chevrière ou La Vieille Chevrière ou La Gardeuse de chèvres, lithographie, 1891-1892, Paris, Bibliothèque nationale de France[9],[10].
- Troupeau mouillé, lithographie, 1892, fr. Les Peintres lithographes, album no 1, Bibliothèque nationale de France[10].
- Portrait de Mlle Marie-Louise Cottin, pastel, 1894, Sens, musée municipal de Sens[11].
- Les bulles de savon, lithographie d'après Joseph Bail, fr. Les amis des arts, Bibliothèque nationale de France[10].